# Grand Prix-wegrace van Argentinië 1963
De Grand Prix-wegrace van Argentinië 1963 was de elfde en voorlaatste race van het wereldkampioenschap wegrace-seizoen 1963. De races werden verreden op 6 oktober op het Autódromo Oscar Alfredo Gálvez in Buenos Aires. Aan de start kwamen de 50cc-klasse, de 125cc-klasse, de 250cc-klasse en de 500cc-klasse. In de 50cc-klasse en de 250cc-klasse waren de wereldtitels nog niet beslist. De 500cc-klasse sloot haar seizoen af.

## Algemeen
De Argentijnse Grand Prix was weer een tamelijk armoedige vertoning. Voor privérijders was de overtocht veel te duur, maar ook voor fabrieksteams. Zo kwam het dat alleen die teams die nog in de strijd waren voor een wereldtitel, soms met tegenzin, naar Argentinië moesten reizen. Dat deden de teams van Suzuki en Kreidler, die nog vochten om de 50cc-titel en Honda en Morini, die nog vochten om de 250cc-titel. Verder stuurde alleen MV Agusta Mike Hailwood naar Buenos Aires. Hoewel de Argentijnse Grand Prix ook in het seizoen 1964 op de kalender stond, werd ze pas in het seizoen 1981 weer verreden.

## 500cc-klasse
Mike Hailwood was in de 500cc-race zonder concurrentie. Het Scuderia Duke-Gilera-team was al kansloos voor de wereldtitel en had grote problemen om een machine rijklaar te krijgen. Het was dan ook niet naar Argentinië afgereisd. Daardoor was het voor Alan Shepherd ook niet erg dat hij met zijn Matchless G50 uitviel: hij behield de tweede plaats in de WK-stand. Opmerkelijke deelnemer was Tarquinio Provini, waarschijnlijk met een opgeboorde Moto Morini 250 Bialbero, die echter ook uitviel. Verder waren er alleen Zuid-Amerikaanse deelnemers, van wie Jorge Kissling en Benedicto Caldarella met een ronde achterstand tweede en derde werden.
| Pos | Coureur              | Merk      | Tijd      | Pnt |
| --- | -------------------- | --------- | --------- | --- |
| 1   | Mike Hailwood        | MV Agusta | 1:03"45'9 | 8   |
| 2   | Jorge Kissling       | Norton    | +1 ronde  | 6   |
| 3   | Benedicto Caldarella | Matchless | +1 ronde  | 4   |
| 4   | Victorio Minguzzi    | Matchless | +1 ronde  | 3   |
| 5   | Raúl Villaveiran     | Norton    | +1 ronde  | 2   |
| 6   | Horacio Costa        | Norton    | +1 ronde  | 1   |
| 7   | Juan Carlos Perkins  | Norton    |           |     |

| Coureur           | Merk      | Oorzaak |
| ----------------- | --------- | ------- |
| Alan Shepherd     | Matchless |         |
| Tarquinio Provini | Morini    |         |

| Coureur              | Merk               | Oorzaak     |
| -------------------- | ------------------ | ----------- |
| Ladi Richter         | Norton             | Privérijder |
| Jack Ahearn          | Norton             | Privérijder |
| Jack Findlay         | McIntyre-Matchless | Privérijder |
| Mike Duff            | Matchless          | Privérijder |
| Gyula Marsovszky     | Matchless          | Privérijder |
| Bill Smith           | Norton             | Privérijder |
| Derek Minter         | Duke-Gilera        | Teambeleid  |
| Fred Stevens         | Norton             | Privérijder |
| Joe Dunphy           | Norton             | Privérijder |
| John Hartle          | Duke-Gilera        | Teambeleid  |
| Phil Read            | Duke-Gilera        | Teambeleid  |
| Ralph Bryans         | Norton             | Privérijder |
| Syd Mizen            | Norton             | Privérijder |
| Vernon Cottle        | Norton             | Privérijder |
| Vasco Loro           | Norton             | Privérijder |
| Sven-Olof Gunnarsson | Norton             | Privérijder |
| Nikolaj Sevast'ânov  | CKEB               |             |

### Top tien eindstand 500cc-klasse
| Pos | Coureur        | Merk               | Pnt     |
| --- | -------------- | ------------------ | ------- |
| 1   | Mike Hailwood  | MV Agusta          | 40 (56) |
| 2   | Alan Shepherd  | Matchless          | 21      |
| 3   | John Hartle    | Duke-Gilera        | 20      |
| 4   | Phil Read      | Duke-Gilera        | 16      |
| 5   | Fred Stevens   | Norton             | 13      |
| 6   | Mike Duff      | Matchless          | 11      |
| 7   | Derek Minter   | Duke-Gilera        | 10      |
| 8   | Jack Findlay   | McIntyre-Matchless | 8       |
| 9   | Jorge Kissling | Norton             | 6       |
| 10  | Jack Ahearn    | Norton             | 5       |

Punten tussen haakjes zijn inclusief streepresultaten.

## 250cc-klasse
Jim Redman had bij winst zijn wereldtitel veilig kunnen stellen, maar dat lukte niet. Tarquinio Provini bleef hem met de Moto Morini 250 GP voor en stond nu zelfs gelijk in de WK-stand. Redman scoorde weliswaar zes punten, maar moest vier punten wegstrepen. Derde werd Umberto Masetti, die als coureur gepensioneerd was en was geëmigreerd was naar Chili. Net als in het seizoen 1962 honoreerde hij het verzoek van Moto Morini om in Argentinië te starten.
| Pos | Coureur           | Merk    | Tijd    | Pnt |
| --- | ----------------- | ------- | ------- | --- |
| 1   | Tarquinio Provini | Morini  | 59"14'4 | 8   |
| 2   | Jim Redman        | Honda   |         | 6   |
| 3   | Umberto Masetti   | Morini  |         | 4   |
| 4   | Raúl Kissling     | NSU     |         | 3   |
| 5   | Ivan Schumann     | NSU     |         | 2   |
| 6   | Carlos Marfetan   | Parilla |         | 1   |

| Coureur          | Merk              | Oorzaak     |
| ---------------- | ----------------- | ----------- |
| Jack Findlay     | Mondial / DMW     | Privérijder |
| Stanislav Malina | CZ                | Teambeleid  |
| Alan Shepherd    | MZ                | Teambeleid  |
| Bill Smith       | Honda             | Privérijder |
| Chris Anderson   | Aermacchi         | Privérijder |
| John Kidson      | Cotton-Moto Guzzi | Privérijder |
| Mike Hailwood    | MZ                | Teambeleid  |
| Phil Read        | Yamaha            | Teambeleid  |
| László Szabó     | MZ                | Teambeleid  |
| Gilberto Milani  | Aermacchi         | Teambeleid  |
| Silvio Grassetti | Benelli           | Teambeleid  |
| Fumio Ito        | Yamaha            | Teambeleid  |
| Hiroshi Hasegawa | Yamaha            | Teambeleid  |
| Yoshikazu Sunako | Yamaha            | Teambeleid  |
| Cas Swart        | Honda             | Privérijder |

| Coureur             | Merk  |
| ------------------- | ----- |
| Luigi Taveri        | Honda |
| Tommy Robb          | Honda |
| Isamu Kasuya        | Honda |
| Kunimitsu Takahashi | Honda |

### Top tien tussenstand 250cc-klasse
| Pos | Coureur             | Merk   | Pnt     |
| --- | ------------------- | ------ | ------- |
| 1   | Jim Redman          | Honda  | 42 (50) |
| 1   | Tarquinio Provini   | Morini | 42 (46) |
| 3   | Tommy Robb          | Honda  | 21      |
| 4   | Fumio Ito           | Yamaha | 20      |
| 5   | Alan Shepherd       | MZ     | 11      |
| 5   | Luigi Taveri        | Honda  | 11      |
| 7   | Yoshikazu Sunako    | Yamaha | 9       |
| 8   | Mike Hailwood       | MZ     | 8       |
| 9   | Kunimitsu Takahashi | Honda  | 7       |
| 10  | Bill Smith          | Honda  | 4       |
| 10  | Stanislav Malina    | CZ     | 4       |
| 10  | Phil Read           | Yamaha | 4       |

Punten tussen haakjes zijn inclusief streepresultaten.

## 125cc-klasse
Zonder Suzuki, dat met Hugh Anderson de wereldtitel al binnen had en verder geen enkel belang meer had om naar Argentinië te reizen, had Jim Redman vrij spel. Redman moest er toch zijn om zijn positie in de 250cc-klasse te verdedigen en won met zijn Honda RC 145 voor de Argentijnse Bultaco-rijders Héctor Pochettino en Aldo Caldarella.
| Pos | Coureur              | Merk    | Tijd    | Pnt |
| --- | -------------------- | ------- | ------- | --- |
| 1   | Jim Redman           | Honda   | 54"56'8 | 8   |
| 2   | Héctor Pochettino    | Bultaco |         | 6   |
| 3   | Aldo Caldarella      | Bultaco |         | 4   |
| 4   | Alberto Gómez        | Zanella |         | 3   |
| 5   | Juan Carlos Salatino | Zanella |         | 2   |
| 6   | Horacio Maffia       | Ducati  |         | 1   |

| Coureur          | Merk         | Oorzaak     |
| ---------------- | ------------ | ----------- |
| Bert Schneider   | Suzuki       | Teambeleid  |
| Frank Perris     | Suzuki       | Teambeleid  |
| Mike Duff        | Bultaco / MZ | Privérijder |
| Stanislav Malina | CZ           | Teambeleid  |
| Werner Musiol    | MZ           | Teambeleid  |
| Ernst Degner     | Suzuki       | Teambeleid  |
| Alan Shepherd    | MZ           | Teambeleid  |
| Peter Inchley    | EMC          | Privérijder |
| László Szabó     | MZ           | Teambeleid  |
| Mitsuo Itoh      | Suzuki       | Teambeleid  |
| Hugh Anderson    | Suzuki       | Teambeleid  |

| Coureur              | Merk    |
| -------------------- | ------- |
| Luigi Taveri         | Honda   |
| Francisco González   | Bultaco |
| Jean-Pierre Beltoise | Bultaco |
| Gary Dickinson       | Honda   |
| Tommy Robb           | Honda   |
| John Grace           | Bultaco |
| Giuseppe Visenzi     | Honda   |
| Kunimitsu Takahashi  | Honda   |

### Top tien tussenstand 125cc-klasse
| Pos | Coureur             | Merk   | Pnt     |                |
| --- | ------------------- | ------ | ------- | -------------- |
| 1   | Hugh Anderson       | Suzuki | 54 (60) | wereldkampioen |
| 2   | Luigi Taveri        | Honda  | 37 (47) |                |
| 3   | Jim Redman          | Honda  | 29      |                |
| 4   | Bert Schneider      | Suzuki | 23      |                |
| 5   | Frank Perris        | Suzuki | 16      |                |
| 6   | Ernst Degner        | Suzuki | 13      |                |
| 7   | Alan Shepherd       | MZ     | 11      |                |
| 8   | Kunimitsu Takahashi | Honda  | 10      |                |
| 9   | Tommy Robb          | Honda  | 8       |                |
| 10  | László Szabó        | MZ     | 7       |                |

Punten tussen haakjes zijn inclusief streepresultaten.

## 50cc-klasse
Kreidler-rijder Hans Georg Anscheidt kwam als WK-leider naar Argentinië, maar raakte tijdens de trainingen geblesseerd en kon niet starten. Suzuki-rijder Hugh Anderson profiteerde optimaal en won de race voor zijn stalgenoot Ernst Degner en Kreidler-rijder Alberto Pagani. Daardoor bleef het wereldkampioenschap open, het moest in de Japanse Grand Prix beslist worden.
| Pos | Coureur            | Merk     | Tijd | Pnt |
| --- | ------------------ | -------- | ---- | --- |
| 1   | Hugh Anderson      | Suzuki   |      | 8   |
| 2   | Ernst Degner       | Suzuki   |      | 6   |
| 3   | Alberto Pagani     | Kreidler |      | 4   |
| 4   | Raúl Kissling      | Kreidler |      | 3   |
| 5   | Karaber Samardjian | Suzuki   |      | 2   |
| 6   | Gastón Biscia      | Suzuki   |      | 1   |

| Coureur              | Merk     | Oorzaak  |
| -------------------- | -------- | -------- |
| Hans Georg Anscheidt | Kreidler | Blessure |

| Coureur              | Merk     | Oorzaak     |
| -------------------- | -------- | ----------- |
| Luigi Taveri         | Honda    | Teambeleid  |
| César Gracia         | Ducson   | Privérijder |
| José Maria Busquets  | Derbi    | Teambeleid  |
| Matti Salonen        | Prykija  | Privérijder |
| Jean-Pierre Beltoise | Kreidler | Privérijder |
| Ian Plumridge        | Honda    | Privérijder |
| Sadao Shimazaki      | Honda    | Teambeleid  |

| Coureur          | Merk   |
| ---------------- | ------ |
| Isao Morishita   | Suzuki |
| Michio Ichino    | Suzuki |
| Mitsuo Itoh      | Suzuki |
| Shunkishi Masuda | Suzuki |

### Top tien tussenstand 50cc-klasse
| Pos | Coureur              | Merk     | Pnt     |
| --- | -------------------- | -------- | ------- |
| 1   | Hugh Anderson        | Suzuki   | 34 (41) |
| 2   | Hans Georg Anscheidt | Kreidler | 32 (36) |
| 3   | Ernst Degner         | Suzuki   | 30      |
| 4   | Isao Morishita       | Suzuki   | 23 (26) |
| 5   | Mitsuo Itoh          | Suzuki   | 20      |
| 6   | Michio Ichino        | Suzuki   | 11      |
| 7   | Alberto Pagani       | Kreidler | 9       |
| 8   | José Maria Busquets  | Derbi    | 7       |
| 9   | Jean-Pierre Beltoise | Kreidler | 3       |
| 9   | Raúl Kissling        | Kreidler | 3       |

Punten tussen haakjes zijn inclusief streepresultaten.
1960 · 1961 · 1962 · 1963 · 1981 · 1982 · 1987 · 1994 · 1995 · 1998 · 1999 · 2014 · 2015 · 2016 · 2017 · 2018 · 2019 · 2022 · 2023 · 2025